# Бонвијар
Бонвијар (фр. Bonvillard) насеље је и општина у источној Француској у региону Рона-Алпи, у департману Савоја која припада префектури Албервил.
По подацима из 2011. године у општини је живело 343 становника, а густина насељености је износила 20,06 становника/km². Општина се простире на површини од 17,1 km². Налази се на средњој надморској висини од 725 метара (максималној 2.480 m, а минималној 380 m).

## Демографија
| 1962. | 1968. | 1975. | 1982. | 1990. | 1999. | 2011. |
| ----- | ----- | ----- | ----- | ----- | ----- | ----- |
| 291   | 307   | 255   | 215   | 236   | 247   | 343   |

График промене броја становника у току последњих година